# Маркус Шерер
Маркус Шерер (нім. Markus Scherer; нар. 20 червня 1962, Людвігсгафен-на-Рейні, Рейнланд-Пфальц) — західнонімецький борець греко-римського стилю, срібний призер чемпіонату світу, чемпіон Європи, срібний призер Олімпійських ігор.

## Життєпис
Маркус Шерер здобув срібну медаль на Олімпіаді в Лос-Анджелесі 1984 року в напівлегкій вазі, поступившись у фіналі представнику Італії Вінченцо Маенці. Через чотири роки в Сеулі він фінішував шостим. Він був віцечемпіоном світу в 1983 році, прогавши у фіналі болгарину Братану Ценову та чемпіоном Європи в 1989 році, здолавши у фіналі іншого болгарина — Данієля Янкова.
На національному рівні Маркус Шерер вигравав чемпіонські титули Німеччини в 1983-87, 1989-91 та 1993-94 роках.
Кілька років працював у міській адміністрації Шифферштадта. Здобув другу освіту — вчитель спорту. Згодом став тренером і менеджером олімпійського регіонального центру Шифферштадта. Серед його підопічних срібний і бронзовий призер чемпіонатів світу, триразовий бронзовий призер чемпіонатів Європи, дворазовий бронзовий призер Олімпійських ігор Деніс Кудла. Брати Маркуса Фредді, Бернд і Петер також стали успішними міжнародними борцями, але ніколи не були олімпійцями.

## Спортивні результати на міжнародних змаганнях

### Виступи на Олімпіадах
| Змагання                    | Збірна    | Вагова категорія                 | Місце  |
| --------------------------- | --------- | -------------------------------- | ------ |
| Літні Олімпійські ігри 1984 | Німеччина | греко-римська боротьба, до 48 кг | Срібло |
| Літні Олімпійські ігри 1988 | Німеччина | греко-римська боротьба, до 48 кг | 6      |

### Виступи на Чемпіонатах світу
| Змагання                        | Збірна    | Вагова категорія                 | Місце  |
| ------------------------------- | --------- | -------------------------------- | ------ |
| Чемпіонат світу з боротьби 1983 | Німеччина | греко-римська боротьба, до 48 кг | Срібло |
| Чемпіонат світу з боротьби 1985 | Німеччина | греко-римська боротьба, до 48 кг | 6      |
| Чемпіонат світу з боротьби 1987 | Німеччина | греко-римська боротьба, до 48 кг | 13     |
| Чемпіонат світу з боротьби 1991 | Німеччина | греко-римська боротьба, до 52 кг | 11     |

### Виступи на Чемпіонатах Європи
| Змагання                         | Збірна    | Вагова категорія                 | Місце  |
| -------------------------------- | --------- | -------------------------------- | ------ |
| Чемпіонат Європи з боротьби 1980 | Німеччина | греко-римська боротьба, до 48 кг | 4      |
| Чемпіонат Європи з боротьби 1982 | Німеччина | греко-римська боротьба, до 48 кг | 6      |
| Чемпіонат Європи з боротьби 1983 | Німеччина | греко-римська боротьба, до 48 кг | 4      |
| Чемпіонат Європи з боротьби 1987 | Німеччина | греко-римська боротьба, до 48 кг | 4      |
| Чемпіонат Європи з боротьби 1988 | Німеччина | греко-римська боротьба, до 52 кг | 6      |
| Чемпіонат Європи з боротьби 1989 | Німеччина | греко-римська боротьба, до 48 кг | Золото |

### Виступи на Чемпіонатах світу серед військовослужбовців
| Змагання                                                  | Збірна    | Вагова категорія                 | Місце  |
| --------------------------------------------------------- | --------- | -------------------------------- | ------ |
| Чемпіонат світу з боротьби серед військовослужбовців 1983 | Німеччина | греко-римська боротьба, до 48 кг | Золото |

### Виступи на інших змаганнях
| Змагання                           | Збірна    | Вагова категорія                 | Місце  |
| ---------------------------------- | --------- | -------------------------------- | ------ |
| Гран-прі Німеччини з боротьби 1983 | Німеччина | греко-римська боротьба, до 48 кг | Срібло |
| Гран-прі Німеччини з боротьби 1984 | Німеччина | греко-римська боротьба, до 48 кг | Срібло |
| Гран-прі Німеччини з боротьби 1985 | Німеччина | греко-римська боротьба, до 48 кг | 5      |
| Гран-прі Німеччини з боротьби 1986 | Німеччина | греко-римська боротьба, до 48 кг | Срібло |
| Золотий Гран-прі з боротьби 1987   | Німеччина | греко-римська боротьба, до 48 кг | Золото |
| Гран-прі Німеччини з боротьби 1987 | Німеччина | греко-римська боротьба, до 48 кг | Золото |
| Гала гран-прі FILA 1987            | Німеччина | греко-римська боротьба, до 48 кг | 4      |
| Гран-прі Німеччини з боротьби 1988 | Німеччина | греко-римська боротьба, до 48 кг | Бронза |
| Гран-прі Німеччини з боротьби 1989 | Німеччина | греко-римська боротьба, до 48 кг | Золото |
| Золотий Гран-прі з боротьби 1990   | Німеччина | греко-римська боротьба, до 48 кг | Срібло |
| Гран-прі Німеччини з боротьби 1990 | Німеччина | греко-римська боротьба, до 48 кг | Срібло |
| Гран-прі Німеччини з боротьби 1992 | Німеччина | греко-римська боротьба, до 52 кг | 10     |
| Гран-прі Німеччини з боротьби 1992 | Німеччина | вільна боротьба, до 52 кг        | 7      |

### Виступи на змаганнях молодших вікових груп
| Змагання                                      | Збірна    | Вагова категорія                 | Місце  |
| --------------------------------------------- | --------- | -------------------------------- | ------ |
| Чемпіонат Європи з боротьби серед молоді 1982 | Німеччина | греко-римська боротьба, до 48 кг | Золото |